# Joaquim Inácio Ribeiro
Joaquim Inácio Ribeiro (1841 — 1916) foi um médico-veterinário e professor do Instituto Geral de Agricultura, pioneiro da bacteriologia em Portugal.

## Biografia
Joaquim Inácio Ribeiro diplomou-se em 1862 como Veterinário-Lavrador. Quando o Instituto Geral de Agricultura foi criado em 1864, Louis Pasteur lançava as bases dos seus trabalhos que contrariavam as teses então dominantes da geração espontânea e entre 1870 e 1886 esclareceu a etiologia microbiana de várias doenças contagiosas, culminando em 1885 com a descoberta da vacina antirrábica. Os veterinários portugueses, entre eles Inácio Ribeiro, foram das primeiras classes profissionais a aceitarem a teoria microbiana de Pasteur, pelo que em 1882 a Secção de Veterinária do Instituto foi aumentada com uma cadeira intitulada «Epizootias, Polícia Sanitária, Direito Veterinário e Medicina Legal Veterinária» para dar corpo à nova teoria etiológica.
Joaquim Inácio Ribeiro escreveu uma dissertação intitulada O Parasitismo nas Afeções Contagiosas, obra pioneira em Portugal na aceitação da origem microbiana das doenças. Habilitou-se ao concurso aberto para a nova disciplina do Instituto Geral de Agricultura, sendo nomeado para o lugar, dando assim origem à primeira disciplina visando o ensino da bacteriologia em Portugal.
Na sequência da criação da cadeira surgiu no Pavilhão de Química do Instituto um pequeno laboratório, instalado numa exígua dependência, no qual se iniciaram os estudos práticos de bacteriologia. A exiguidade das instalações levou a que  rapidamente se mostrasse insuficiente, o que obrigou à criação, em 1886, de um espaço maior para o primeiro verdadeiro laboratório de bacteriologia que se instalou em Portugal. Este representou uma importante viragem nos campos da Patologia e da Higiene Animal, da Saúde Pública e da Tecnologia das Indústrias Alimentares. Nele se praticou a investigação, o ensino, a análise bacteriológica, a preparação de vacinas contra o carbúnculo interno, a salmonelose, a pasteurelose e a raiva, até à criação do Instituto Bacteriológico de Câmara Pestana.
Inácio Ribeiro foi um dos pioneiros da bacteriologia em Portugal e o seu Laboratório de Bacteriologia levou à formação de toda uma plêiade de médicos-veterinários que se distinguiram pelos seus trabalhos experimentais e de investigação nas áreas da bacteriologia, da imunologia e da virologia.
Vítima de incompreensões Inácio Ribeiro foi desapossado da sua cadeira e terminou a sua carreira académica como lente de Anatomia Descritiva, até à sua jubilação em 1913, distinguido com homenagens da classe médico veterinária e pela amizade dos seus alunos que carinhosamente o chamavam de Pai Inácio.